# Sereno di Marsiglia
Sereno di Marsiglia (... – Biandrate, 601 circa) è stato vescovo di Marsiglia approssimativamente dal 595 al 601. È venerato come santo dalla Chiesa cattolica.

## Biografia
San Sereno divenne il nono vescovo di Marsiglia verso il 599. Non sono note le sue vicende biografiche, ma sono rimaste quattro epistole che gli furono inviate da papa Gregorio I. Dalle lettere si ricava che Sereno non era favorevole alla venerazione delle immagini sacre, tanto da aver distrutto le icone presenti nella cattedrale di Marsiglia, temendo che potessero sfociare nella idolatria. Sereno era soprattutto preoccupato per i numerosi mercanti provenienti dall'Oriente che frequentavano il porto marsigliese. Con le sue epistole, Gregorio rammentò a Sereno che le immagini possono servire come strumento di catechesi per le persone illetterate, che non sono in grado di leggere direttamente i testi sacri. Non è possibile pertanto parlare, nel caso del gesto di Sereno, di iconoclastia, bensì di mera preoccupazione pastorale nei confronti di potenziali atti di venerazione estranei alla tradizione cattolica. Pentito per il gesto compiuto, avrebbe intrapreso un viaggio a Roma e, riconciliatosi con Gregorio, durante il viaggio di ritorno a Marsiglia sarebbe morto a Biandrate, ove il suo corpo sarebbe stato ritrovato nel basso Medioevo. Sereno è stato oggetto di venerazione anche da parte di Eugenio di Mazenod, vescovo di Marsiglia, che nel 1839 - unico vescovo della città portuale fino a oggi ad aver compiuto tale atto - è giunto a Biandrate per venerare le spoglie del suo predecessore e per impetrare all'arcivescovo di Vercelli Alessandro d'Angennes la cessione di una reliquia.